# Горошівська сільська рада
Горошівська сільська́ ра́да — адміністративно-територіальна одиниця та орган місцевого самоврядування в Борщівському районі Тернопільської області. Адміністративний центр — село Горошова.

## Загальні відомості
- Територія ради: 5,679 км²
- Населення ради: 1 891 особа (станом на 2001 рік)
- Територією ради протікає річка Дністер

## Населені пункти
Сільській раді були підпорядковані населені пункти:
- с. Горошова

## Населення
За переписом населення України 2001 року в сільській раді мешкала 1871 особа.

### Мова
Розподіл населення за рідною мовою за даними перепису 2001 року:
| Мова       | Відсоток |
| ---------- | -------- |
| українська | 99,95 %  |
| білоруська | 0,05 %   |

## Склад ради
Рада складалася з 20 депутатів та голови.
- Голова ради:
- Секретар ради: Затолочна Марія Василівна

### Керівний склад попередніх скликань
| Прізвище, ім'я, по батькові | Основні відомості                                                                     | Дата обрання | Дата звільнення |
| --------------------------- | ------------------------------------------------------------------------------------- | ------------ | --------------- |
| Левко Володимир Васильович  | Сільський голова, 1963 року народження, член Всеукраїнського об'єднання «Батьківщина» | 26.03.2006   | 31.10.2010      |

Примітка: таблиця складена за даними сайту Верховної Ради України

### Депутати
За результатами місцевих виборів 2010 року депутатами ради стали:

#### За суб'єктами висування
| Суб'єкт висування | Кількість обраних депутатів | %   |
| ----------------- | --------------------------- | --- |
| Самовисування     | 20                          | 100 |

#### За округами
| № округу | Прізвище, ім'я, по батькові     | Дата визнання обраним | Освіта  | Партійна приналежність                        | Відомості про обраного депутата            |
| -------- | ------------------------------- | --------------------- | ------- | --------------------------------------------- | ------------------------------------------ |
| 1        | Осадчук Василь Тарасович        | 02.11.2010            | середня | позапартійний                                 | фермерське господарство Дністер, працівник |
| 2        | Яківчук Дмитро Васильович       | 02.11.2010            | середня | позапартійний                                 | тимчасово не працює                        |
| 3        | Соколовський Ярослав Григорович | 02.11.2010            | середня | позапартійний                                 | тимчасово не працює                        |
| 4        | Ктитор Василь Святославович     | 02.11.2010            | середня | позапартійний                                 | підприємець                                |
| 5        | Григорків Ярослав Іванович      | 02.11.2010            | середня | позапартійний                                 | тимчасово не працює                        |
| 6        | Антонійчук Василь Богданович    | 02.11.2010            | середня | позапартійний                                 | тимчасово не працює                        |
| 7        | Затолочна Марія Василівна       | 02.11.2010            | середня | позапартійна                                  | Горошівська Сільська Рада, секретар        |
| 8        | Гаврилів Володимир Тарасович    | 02.11.2010            | середня | член Всеукраїнського об'єднання «Батьківщина» | тимчасово не працює                        |
| 9        | Яремій Іван Богданович          | 02.11.2010            | середня | позапартійний                                 | тимчасово не працює                        |
| 10       | Гуцул Іван Дмитрович            | 02.11.2010            | середня | позапартійний                                 | тимчасово не працює                        |
| 11       | Скринник Василь Станіславович   | 02.11.2010            | середня | позапартійний                                 | тимчасово не працює                        |
| 12       | Яремій Василь Богданович        | 02.11.2010            | середня | позапартійний                                 | тимчасово не працює                        |
| 13       | Яремій Ярослав Іванович         | 02.11.2010            | середня | позапартійний                                 | тимчасово не працює                        |
| 14       | Дарчук Федір Тарасович          | 02.11.2010            | середня | позапартійний                                 | тимчасово не працює                        |
| 15       | Юсипів Яків Андрійович          | 02.11.2010            | середня | позапартійний                                 | пенсіонер                                  |
| 16       | Никорчук Петро Васильович       | 02.11.2010            | середня | позапартійний                                 | тимчасово не працює                        |
| 17       | Сельський Михайло Євгенович     | 02.11.2010            | середня | член Всеукраїнського об'єднання «Батьківщина» | тимчасово не працює                        |
| 18       | Дарчук Ярослав Петрович         | 02.11.2010            | середня | позапартійний                                 | тимчасово не працює                        |
| 19       | Левицький Віктор Васильович     | 02.11.2010            | вища    | позапартійний                                 | тимчасово не працює                        |
| 20       | Дарчук Олег Якович              | 02.11.2010            | середня | позапартійний                                 | тимчасово не працює                        |